# Roberto García Parrondo
Roberto García Parrondo (* 12. Januar 1980 in Madrid, Spanien) ist ein spanischer Handballtrainer. Als aktiver Handballspieler wurde der 1,87 m große Linkshänder meist auf Rechtsaußen eingesetzt.

## Spielerkarriere
Roberto García bestritt seine ersten Ligaspiele in der spanischen Liga ASOBAL für BM Valladolid. Hier gewann er 2003 die Copa ASOBAL. Im selben Jahr wechselte er zum Lokalrivalen Ademar León, wo er 2005 zwar den Europapokal der Pokalsieger gewann, die meiste Zeit über aber im Schatten von Denis Kriwoschlykow stand, so dass er 2006 zu seinem Heimatverein  zurückkehrte. In der Saison 2006/07 stieß BM Valladolid bis ins Halbfinale der EHF Champions League vor; am Ende war es García, der mit dem entscheidenden Siebenmeter am Flensburger Torwart Dan Beutler scheiterte, so dass die SG Flensburg-Handewitt ins Finale einzog. Im Sommer 2007 nahm ihn aufgrund seiner sonst guten Leistungen der Spitzenclub BM Ciudad Real unter Vertrag. Mit Ciudad Real gewann er 2008 die spanische Meisterschaft, den spanischen Pokal, den spanischen Supercup, die Copa ASOBAL und die EHF Champions League. 2009 gewann er erneut mit Ciudad Real die Meisterschaft und die EHF Champions League. 2010 kam ein weiterer spanischer Meistertitel hinzu. 2011 wechselte er mitsamt der Liga-Lizenz des Vereins zu BM Atlético Madrid. Nachdem Madrid im Sommer 2013 in finanzielle Schwierigkeiten geraten war, schloss er sich dem ungarischen Verein Pick Szeged an, mit dem er 2014 den EHF Europa Pokal gewann sowie Vizemeister und Pokalfinalist wurde. In der Saison 2016/17 lief er für den ungarischen Erstligisten CYEB Budakalász auf.
Roberto García bestritt 87 Länderspiele für die spanische Nationalmannschaft, bei denen er 205 Tore warf. Er gewann Gold bei den Mittelmeerspielen 2005 in Almería. Bei der Handballweltmeisterschaft 2007 in Deutschland schied er mit Spanien bereits im Viertelfinale gegen Deutschland aus und belegte nur einen 7. Platz. 2011 gewann er bei der Weltmeisterschaft mit dem Nationalteam die Bronzemedaille.

## Trainerkarriere
Nachdem García Parrondo im Sommer 2017 seine Spielerlaufbahn beendet hatte, übernahm er den Posten des Assistenztrainers bei der Frauenmannschaft des nordmazedonischen Topklubs ŽRK Vardar SCBT, mit dem er 2018 Meister und Pokalsieger wurde, sowie bei der nordmazedonischen Männer-Nationalmannschaft. In der Saison 2018/19 trainierte García Parrondo die Männermannschaft von Vardar, mit der er 2019 die SEHA-Liga, die EHF Champions League, die nordmazedonische Meisterschaft sowie den nordmazedonischen Pokal gewann. Anschließend übernahm er das Traineramt der ägyptischen Nationalmannschaft. Mit Ägypten gewann der Spanier die Afrikameisterschaft 2020. Bei der Weltmeisterschaft 2021 in Ägypten schied er mit dem Team im Viertelfinale gegen den späteren Weltmeister Dänemark im Siebenmeter-Werfen aus. Bei den Olympischen Spielen in Tokio unterlag er mit den Nordafrikanern im Spiel um Bronze der spanischen Auswahl. Bei den Mittelmeerspielen 2022 errang er mit Ägypten die Silbermedaille. Nach dem Gewinn der Afrikameisterschaft 2022 gab García Parrondo bekannt, sich nur noch auf seine Tätigkeit bei der MT Melsungen konzentrieren zu wollen. Nur wenige Tage nach der Ankündigung verlängerte er dennoch seinen Vertrag mit dem ägyptischen Handballverband bis zur Weltmeisterschaft 2023, bei der das Team den siebten Platz erreichte; der ägyptische Verband verlängerte den Vertrag anschließend nicht.
Im September 2021 übernahm er das Traineramt beim MT Melsungen. Sein zunächst bis 2025 laufender Vertrag wurde im April 2024 bis zum Jahr 2027 verlängert.